# St. Martin (Klagenfurt am Wörthersee)
St. Martin (auch: St. Martin-Waidmannsdorf, slow. Šmartin pri Celovcu-Otoče) ist der 12. Bezirk der Landeshauptstadt Klagenfurt am Wörthersee (Österreich).

## Geographie
Der Stadtteil St. Martin befindet sich westlich  der Innenstadt Klagenfurts. Im Westen wird der Bezirk geografisch durch den Wörthersee abgegrenzt. Außerdem grenzt er an die Gemeinden Krumpendorf und Maria Wörth. Im Süden bildet die Glanfurt die Grenze zum Bezirk Viktring. Im Osten verläuft die Grenze entlang der Linie Rosentaler Straße – Wiegelegasse – Schmelzhüttenstraße – Goethestraße – Bahnstraße – Humboldtstraße – Josef-Gruber-Straße – Egger-Lienz-Weg – Linsengasse – Adolf-Tschabuschnigg-Straße, nördlich des Kreuzbergls herum, weiter entlang der Linie Ziggullnstraße – Schloßweg – Feldkirchner Straße und verläuft im Norden entlang der Trettnigstraße und des Falkenbergweges südlich der Ortschaft Winklern und südlich des Naturschutzgebietes Halleger Teiche.
Die höchsten Erhebungen des Bezirkes sind der Falkenberg (671 m), der Kalvarienberg (588 m) und die Zillhöhe (536 m).

## Geschichte
St. Martin war bis ins Jahr 1938 eine selbständige Gemeinde, bestehend aus den Ortschaften
- St. Martin
- dem heute einwohnerstärkeren und flächenmäßig größeren Waidmannsdorf, das ursprünglich Weitmannsdorf hieß (1192 Witansdorf, 1248 Witensdorf, 1480 Weykersdorf, 1785 Weitensdorf, 1830 Weidmannsdorf) und als „Dorf des Witman“ gedeutet werden kann
- Jesuitenmühle
- Gößeling
- Kalvarienberg
- Kohldorf
- St. Primus
- Schmelzhütten

Die Gemeinde St. Martin bei Klagenfurt wurde am 15. Oktober 1938 zusammen mit einem Teil der Gemeinde Krumpendorf (die heutige an den See grenzende Katastralgemeinde Gurlitsch I) sowie kleinen an der Glanfurt gelegene Teilen der Gemeinden Maria Wörth und Viktring in die Stadt Klagenfurt eingemeindet. Erst seit dieser Stadterweiterung grenzt das Gemeindegebiet von Klagenfurt an den Wörthersee. (Gurlitsch II ist eine Katastralgemeinde in der angrenzenden Gemeinde Krumpendorf.)
Im Jahr 1938 planten die Nationalsozialisten ein Groß-Klagenfurt und eine Neugestaltung des gesamten Stadtgebietes. Aufgrund des Ausbruchs des Zweiten Weltkriegs kam es jedoch niemals dazu.
Durch die Gründung der Universität Klagenfurt im Jahr 1970 ist der Stadtteil St. Martin zu einem studentischen Zentrum geworden.

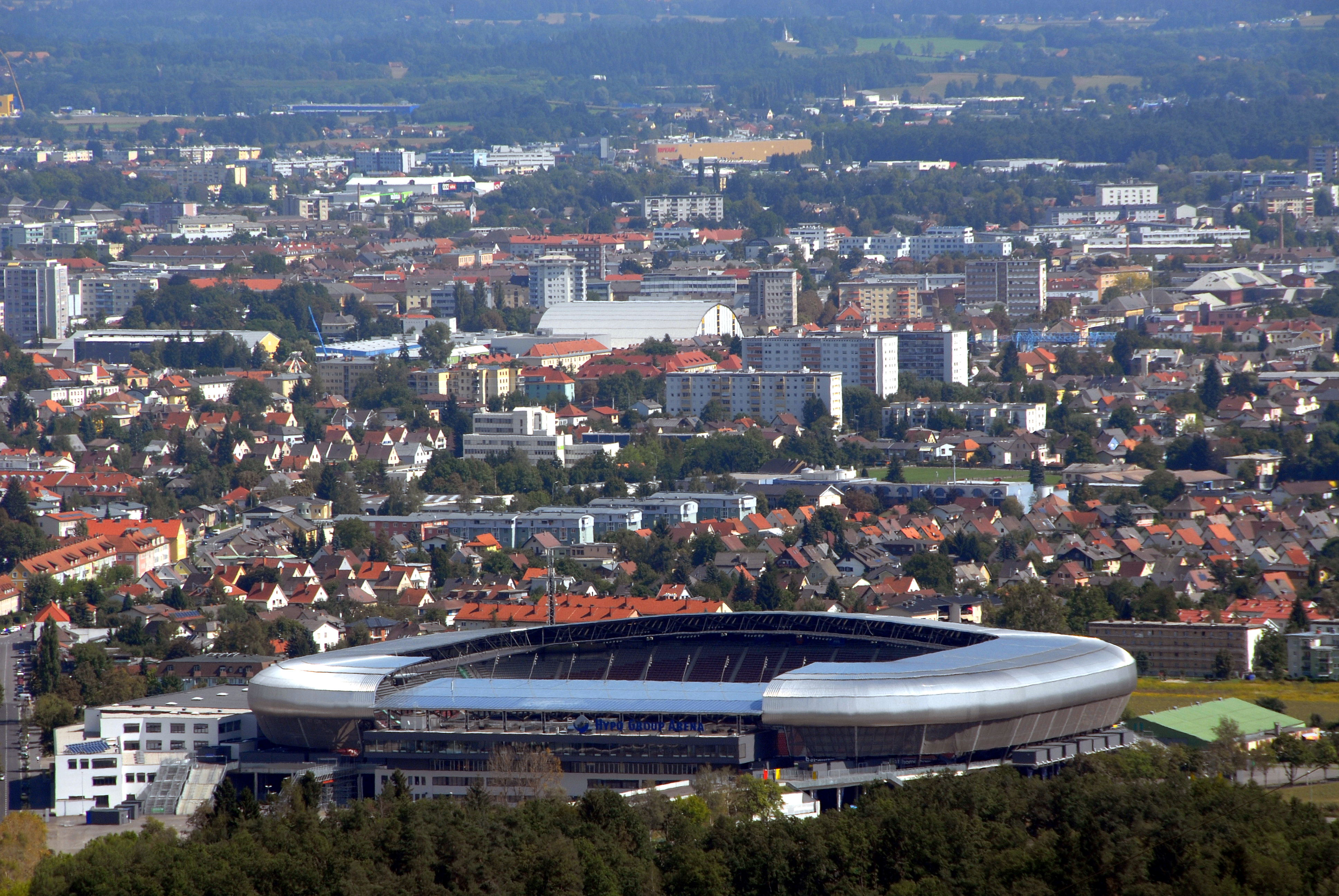
Blick auf die Landeshauptstadt vom Schrottbauer

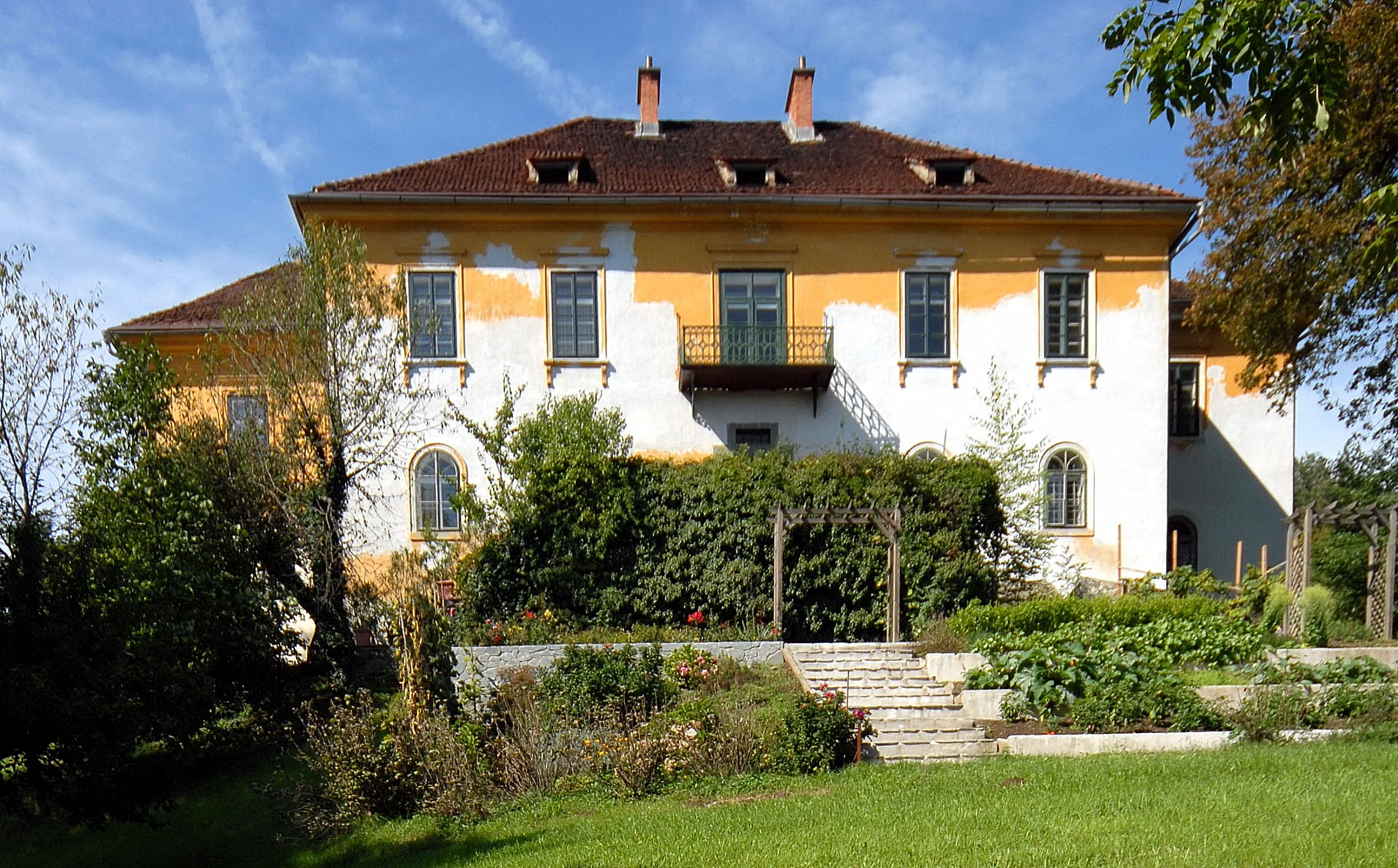
Schloss Zigguln

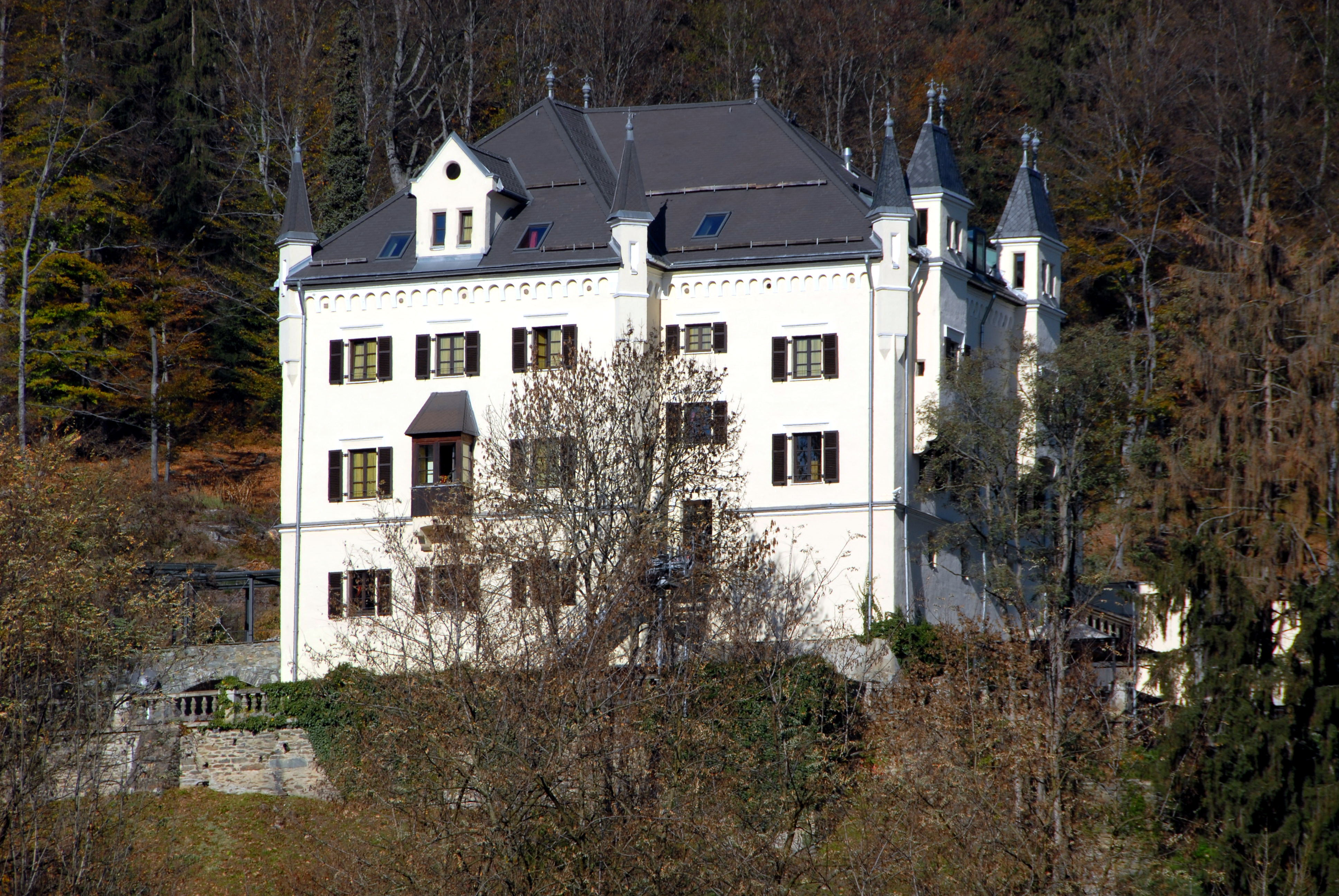
Schloss Freyenthurn

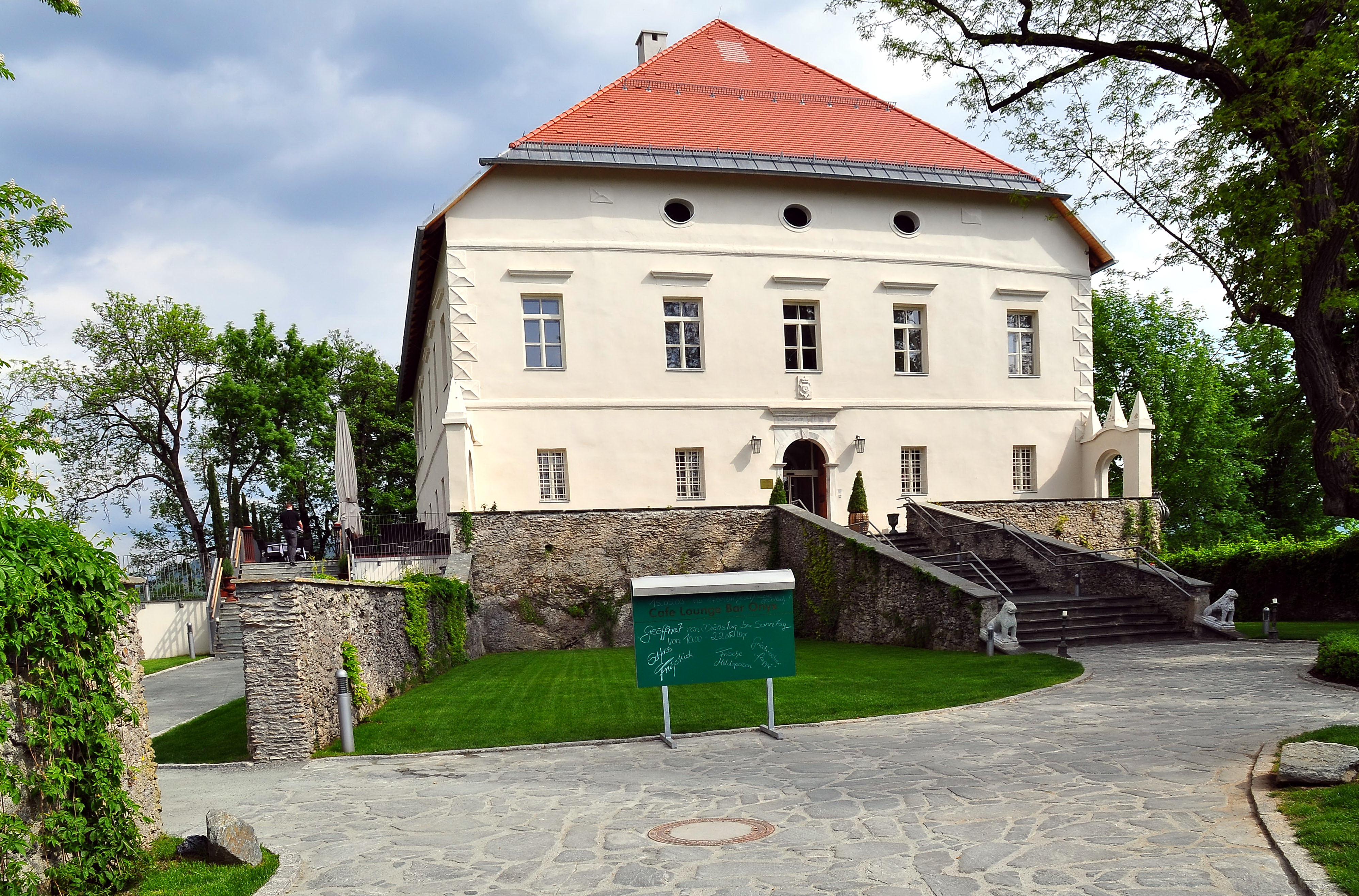
Schloss Maria-Loretto

### Josefinum
Aus dem Josefinumin der Josefinumgasse vertrieb das NS-Regime die Klosterschwestern, die dort geistig und körperlich behinderte Kinder betreuten. Das Heim war auf eine Initiative der Lehrerin Maria Wratisch hin entstanden. Der im Jahr 1898 ins Leben gerufene Verein „Zur Gründung und Erhaltung der kärntnerischen Idioten-Anstalt“ in Klagenfurt erwarb aus einer Konkursmasse im Jahr 1911 um den Preis von 4000 Kronen das große Grundstück und errichtete darauf das Heim. Das NS-Regime übertrug die Liegenschaft im Jahr 1939 in das Eigentum der Stadt. Die englische Besatzungsmacht beschlagnahmte im Jahr 1945 das Haus und gab es erst spät wieder frei. Es stand danach noch längere Zeit den Pfleglingen zur Verfügung, ehe es wegen Baufälligkeit abgetragen werden musste.

### Stadterweiterung
Zu Beginn der 1890er Jahre befand sich die Stadt Klagenfurt in einer Phase des Aufbruchs. Eine neuerliche Stadterweiterung würde wieder Bauland schaffen und man in die Randzonen hineinwachsen können. Für eine Verbauung kamen vor allem die Gründe zwischen Ostbahnhof und künftigem Völkermarkter Ring, das Lerchenfeld nördlich der Linsengasse und das Areal am Fuße des Kreuzbergls in Betracht.
Die von diesen Plänen betroffenen Nachbargemeinden St. Martin, St. Peter und St. Ruprecht hatten einer Änderung der Grenzen zugestimmt, vom 15. bis 17. Dezember 1891 hatte eine Grenzbegehung stattgefunden und die Landesregierung mit Kundmachung vom 14. März 1892 nach Maßgabe des Grenzbegehungsprotokolls die Änderung des Gebietsumfanges der Stadtgemeinde genehmigt. Dies wurde mit dem Beisatze allgemein verlautbart, dass der Zeitpunkt der Aktivierung und Wirksamkeit der neuen Gemeindegrenzen zu einem späteren Zeitpunkt bekannt gegeben werde. Dies war noch im selben Jahr der Fall und mit 1. Januar 1893 trat die neue Stadtgrenze in Kraft.
Der Autor Urban Ehrlich beeilte sich, aus diesem Anlass im Jahr 1893 im Eigenverlag ein neuestes Stadtbüchlein herauszugeben, um diesem denkwürdigen Jahr der Erweiterung und der Einverleibung von Gebietsteilen aus den Ortsgemeinden St. Martin, St. Peter und St. Ruprecht Rechnung zu tragen. Er unterrichtete die Leser darüber, dass von der Ortsgemeinde St. Martin 51 Hektar und 17 Ar zu Klagenfurt kamen, von der Ortsgemeinde St. Peter 60 Hektar und 24 Ar, von der Ortsgemeinde St. Ruprecht 35 Hektar und 51 Ar sowie von der Steuergemeinde Waidmannsdorf 7 Hektar und 75 Ar. Die neue Stadtgrenze im Bereich des Kalvarienberges beschreibt er wie folgt: „Gegen Westen beginnt die Grenze an der Feldkirchner Straße vis-à-vis vom Wanggo-Färber, zieht sich längs des Weges bis unter das Schloss Zigguln und unterhalb desselben auf dem Wege bis zum untersten Kreuzberglteich, von dort in südwestlicher Richtung auf das Kreuzbergl, wo sich selbe an den Weg zur Schießstätte anschließt, so dass die Schießstätte noch im Stadtgebiete, die Scheibenstände aber außerhalb derselben liegen. Von dort zieht sich die Grenze in südöstlicher Richtung bis zu dem vom vlg. Scheriau nach der Stadt führenden Feldweg und mündet am Ende des Feldweges in den Weg nach St. Martin ein, von dort sie nach einigen sonderbaren Zickzack-Richtungen bis an die erste Lendkanalbrücke fortläuft und sich dort an die Südbahnlinie anschließt.“

## Mantschemühle an der Glan
Der Müller war früher Untertan der Herrschaften Grafenstein und Ehrenhausen. Ihr Besitzer war ab dem Jahr 1855 Johann Grimschitz.
Die Mantschemühle gehörte ursprünglich zum Anwesen Mantschehof auf der anderen Seite der Glan. Der Mahlbetrieb hieß in alten Zeiten nach den jeweiligen Besitzerfamilien einmal Köglmühle (1544), ein andermal Holzermühle (1622). Die Vulgarbezeichnung Mantschemühle gab ihr das Geschlecht Mantsche von Liebenheim. Diesen Namen behielt sie bis zu ihrem Abbruch.
Johann Christian Mantsche war im Jahr 1691 durch den Kaiser wegen der Verdienste seines Vaters als langjähriger Zahlmeister an der kroatischen Militärgrenze in den Adelsstand erhoben worden und im Jahr 1698 auch von den Kärntner Landständen aufgenommen worden. Um das Jahr 1700 erwarb er den Mantschehof und die Mantschemühle.  Zeitweise war die Mühle eine eigene Liegenschaft, frei vererbbar und veräußerbar. Johann Lainacher baute die von ihm im Jahr 1821 erworbene Mühle neu und auf der anderen Seite der heutigen Feldkirchner Straße errichtete er ein Wohn- und Wirtschaftsgebäude. Im Jahr 1823 kaufte er die angrenzende, bereits im Jahr 1666 urkundlich erwähnte, Katzel- oder Tschurtschekeusche. Die in der Ortschaft Kalvarienberg zwischen dem Fahrweg und dem Fluss stehende Mahlmühle gehörte zur KG Spitalmühle.
In der Folge konnte der Besitzstand mehrmals vergrößert werden. Kurz vor Ausbruch des Ersten Weltkrieges ließ der Mantschemüller auf seinem Grund noch ein großes Magazingebäude (1912) errichten. Die Mühle und die dazugehörenden Wasserrechte wurden im Jahr 1929 von dem Müller Ignaz Kraßnig  erworben. Er schloss an seinem Betrieb eine Schwarzbrotbäckerei an. Als Mieter hatte er im Magazingebäude in den 1930er Jahren den Heimatschutz.

## Ortschaft Kalvarienberg
Obwohl die Ortschaft Kalvarienberg ohne jegliches Zentrum war, bildeten die Bewohner in kultureller und gesellschaftlicher Hinsicht eine Gemeinschaft. Zum beliebten Brauchtum zählten damals das Neujahrswecken durch eine Musikkapelle, das sogenannte Faschingbegräbnis und das zweitägige Böllerschießen zu Ostern. Die Kalvarienberger hatten ihre Kirchtage mit Preiskegeln und später ihre Feuerwehrbälle mit Glückshafen, ihre Waldfeste ober dem Urabl-Steinbruch und auf der Schleppealm, die sich über drei Tage erstreckten. Für den Schlittschuhlauf stand der Schleppeteich zur Verfügung. Auf der Krainerwiese traf man sich zum Ballspielen.
Der im Jahr 1920 geborene Alfred Schlagg erlebte diese Gegend in der Zwischenkriegszeit sehr bewusst. Besonders eingeprägt haben sich ihm die damals bestehenden Gewerbebetriebe.  Schlagg in Stichwörtern: „Mantschemühle, Sägewerk Weiß und Obstpresse, Wagnerei Triebelnig, Gärtnerei Safertal, Hühnerfarm Schuhmann, Glaserei Willner, Gaststätte Wartburg, Friseur Bayer, Gemischtwarenhandlung Tomaschitz, Wagnerei Gilch/Ronacher, Tischlerei Wigisser, die Fleischhauer Wölbitsch und Urabl, Schmiede Sussitz mit Hufbeschlag, Spenglerei Huber, Gasthaus Puntschart mit Kegelbahn ...“

## Verwaltungsgliederung
St. Martin gliedert sich in drei Katastralgemeinden und die gelisteten Ortschaften.
- Gurlitsch I:
  - Kohldorf, Waidmannsdorf (westlicher Teil)
- St. Martin bei Klagenfurt: (slow. Šmartin pri Celovcu)
  - St. Martin (slow. Šmartin  pri Celovcu)
- Waidmannsdorf: (slow. Otoče)
  - Waidmannsdorf (slow. Otoče)

(Gurlitsch II ist eine Katastralgemeinde in der angrenzenden Gemeinde Krumpendorf.)

## Bevölkerung und Religion
Der Bezirk St. Martin-Waidmannsdorf ist der bevölkerungsstärkste Bezirk Klagenfurts, denn jeder vierte Klagenfurter wohnt hier. Die meisten Einwohner leben im Bezirksteil Waidmannsdorf, in dem große Wohnsiedlungen entstanden (Kanaltaler Siedlung, Dag-Hammarskjöld-Siedlung).

## Pfarren und Kirchen
Der Bezirk wird in drei katholische Pfarren unterteilt: St. Josef-Siebenhügel, Don Bosco und St. Martin. Der nördlichste Bezirksteil am Kalvarienberg gehört zur Pfarre St. Hemma.
- Pfarrkirche Klagenfurt-St. Martin
- Pfarrkirche Klagenfurt-St. Josef-Siebenhügel mit der Filiale Don-Bosco-Kirche
- Die Filialkirche Sankt Primus und Felizian im Steinbruch gehört zur Pfarrkirche Klagenfurt-St. Hemma.

Der Bezirk gehört zum Sprengel der evangelischen Johanneskirche.

## Bauwerke und Sehenswürdigkeiten
- Europapark
- Hotel Wörthersee

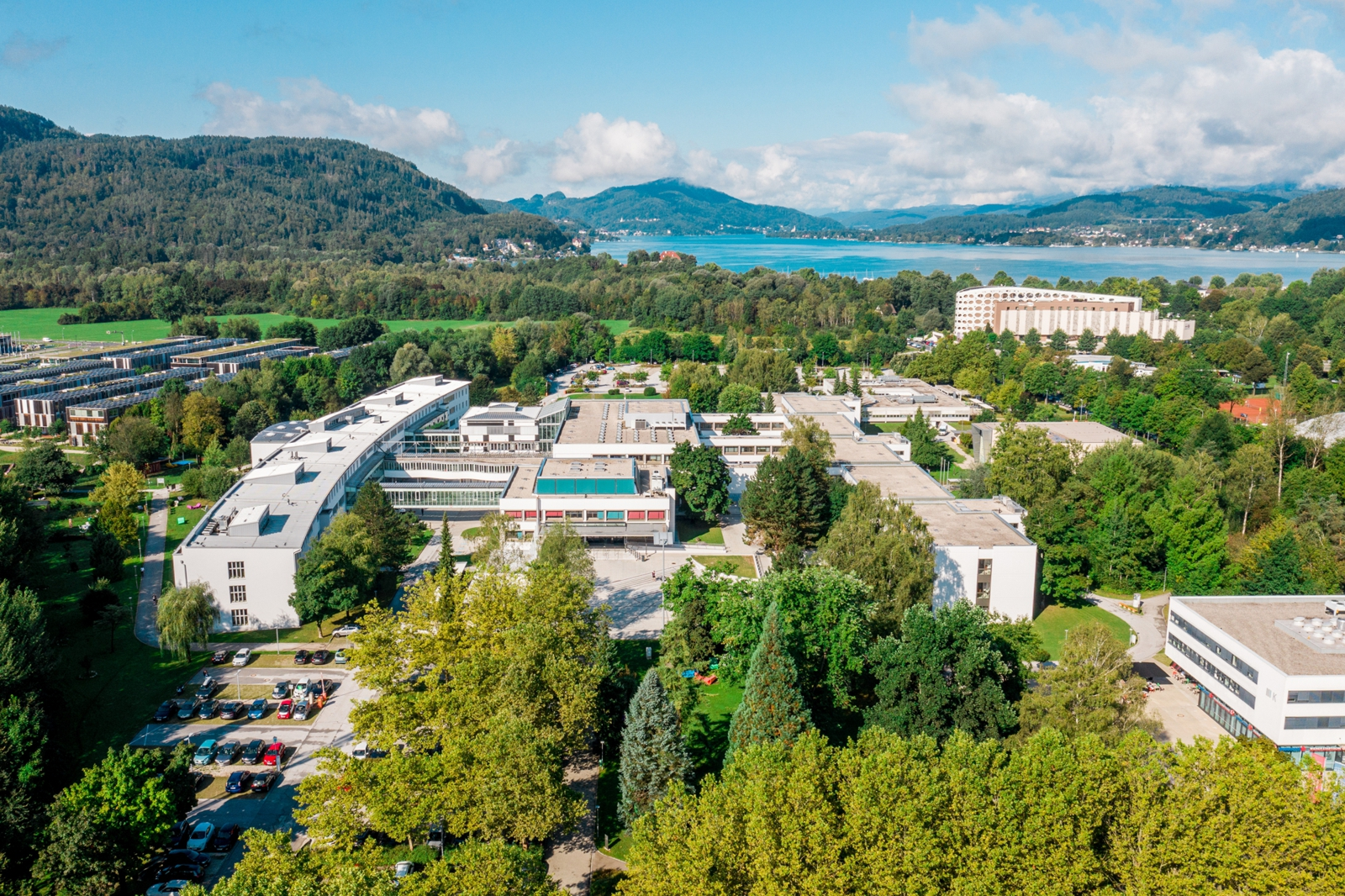
Universität Klagenfurt

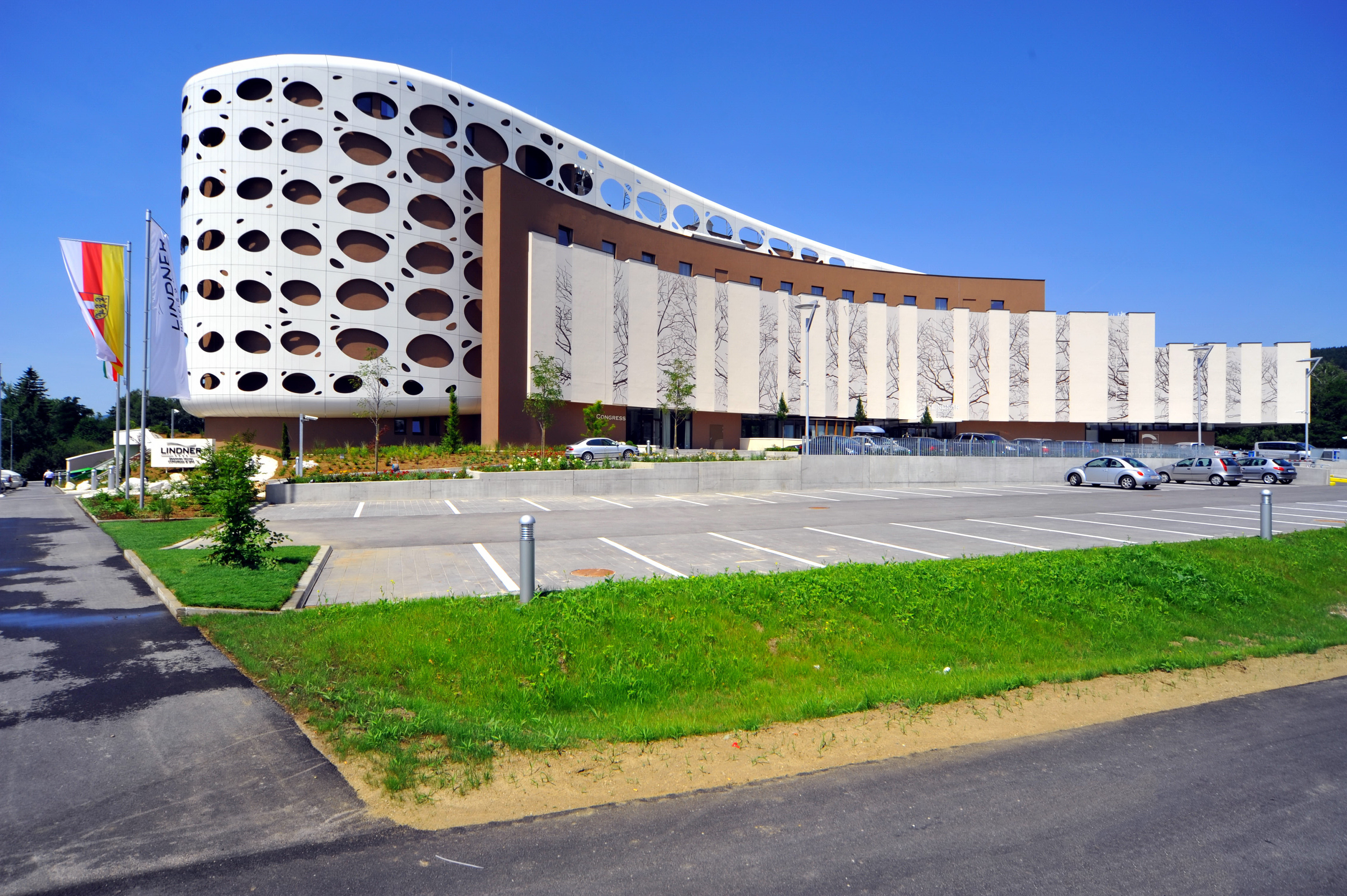
Seepark-Hotel am Lendkanal

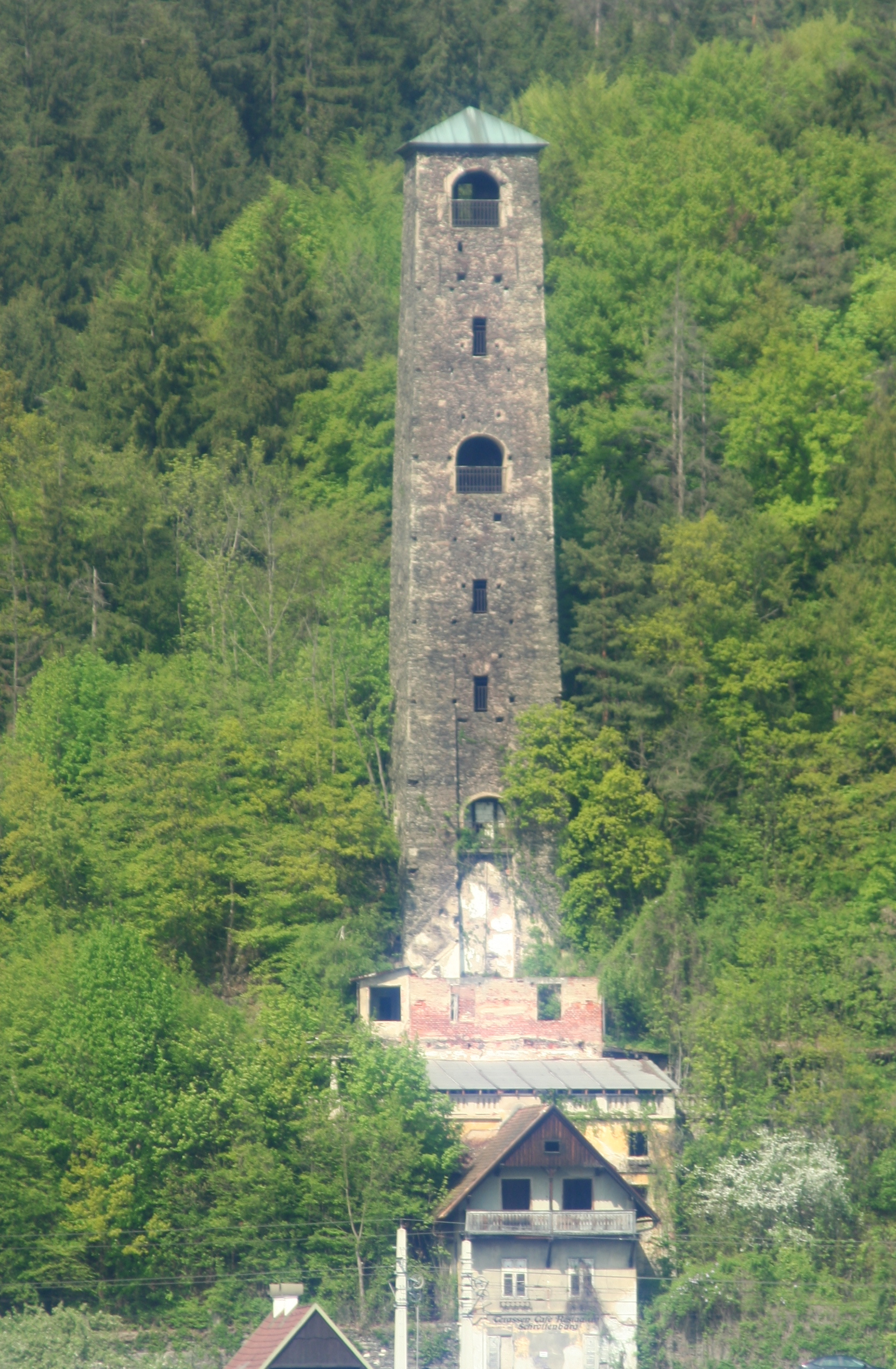
Schrot(ten)turm (Schrottenburg)

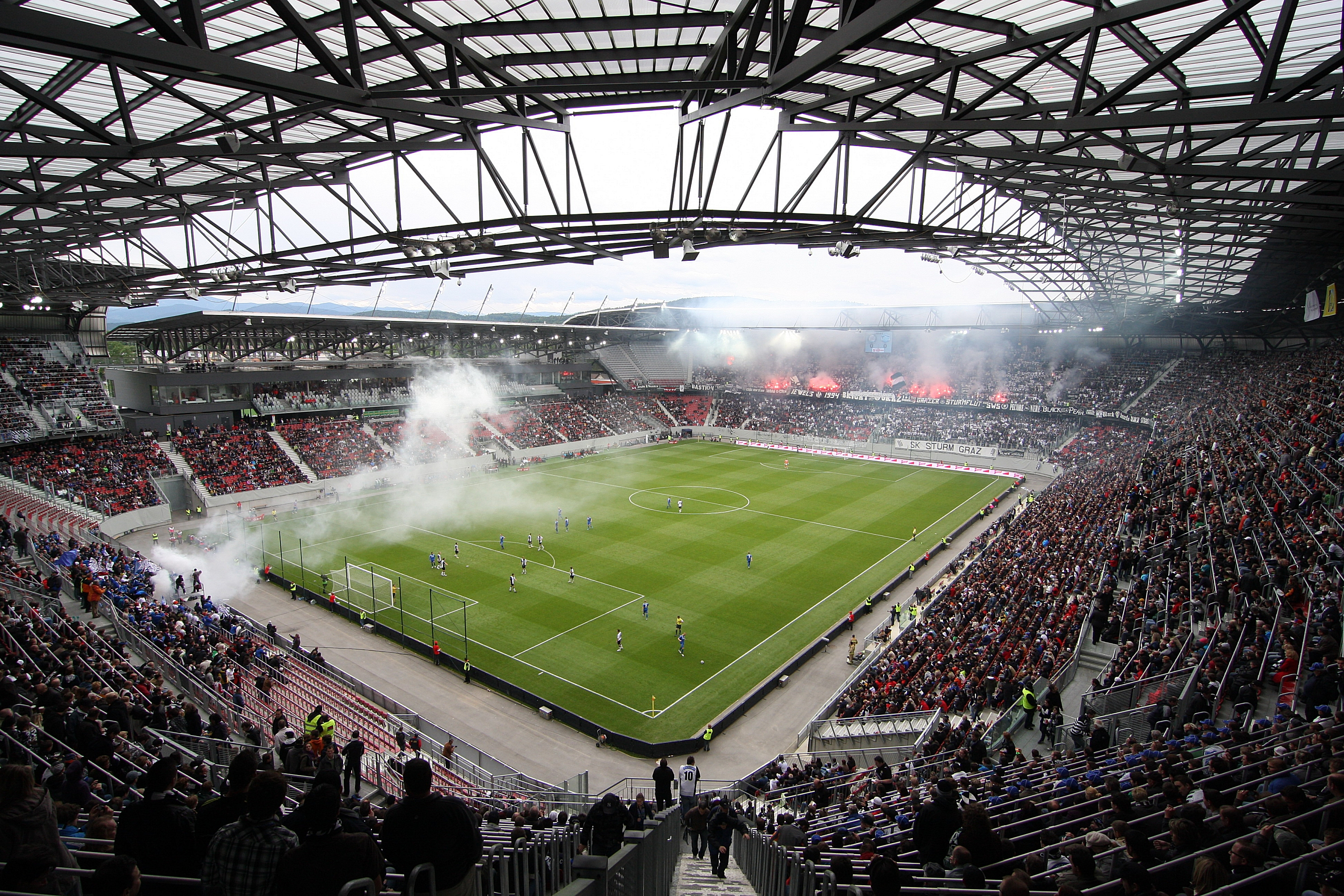
Wörtherseestadion

- Schiffswerft (Architekt Günther Domenig)
- Kanaltaler Siedlung am Baumbachplatz
- Lakeside Science & Technology Park
- Lendkanal, unterer Teil
- Minimundus
- Metnitzstrand
- Museumstramway
- Planetarium
- Reptilienzoo Happ
- Rudervereinshaus Albatros (Franz Baumgartner)
- Schloss Maria-Loretto mit Kirche
- Schloss Freyenthurn
- Schloss Zigguln
- Schrottenturm, vulgo Schrottenburg, (zur Herstellung von Bleischrot)
- Seepark Hotel
- Universität Klagenfurt
- Villa am Konradweg 11 (Freskomalereien von Otto Bestereimer)
- Villa Koss (Franz Baumgartner)
- Wulfenia Kino

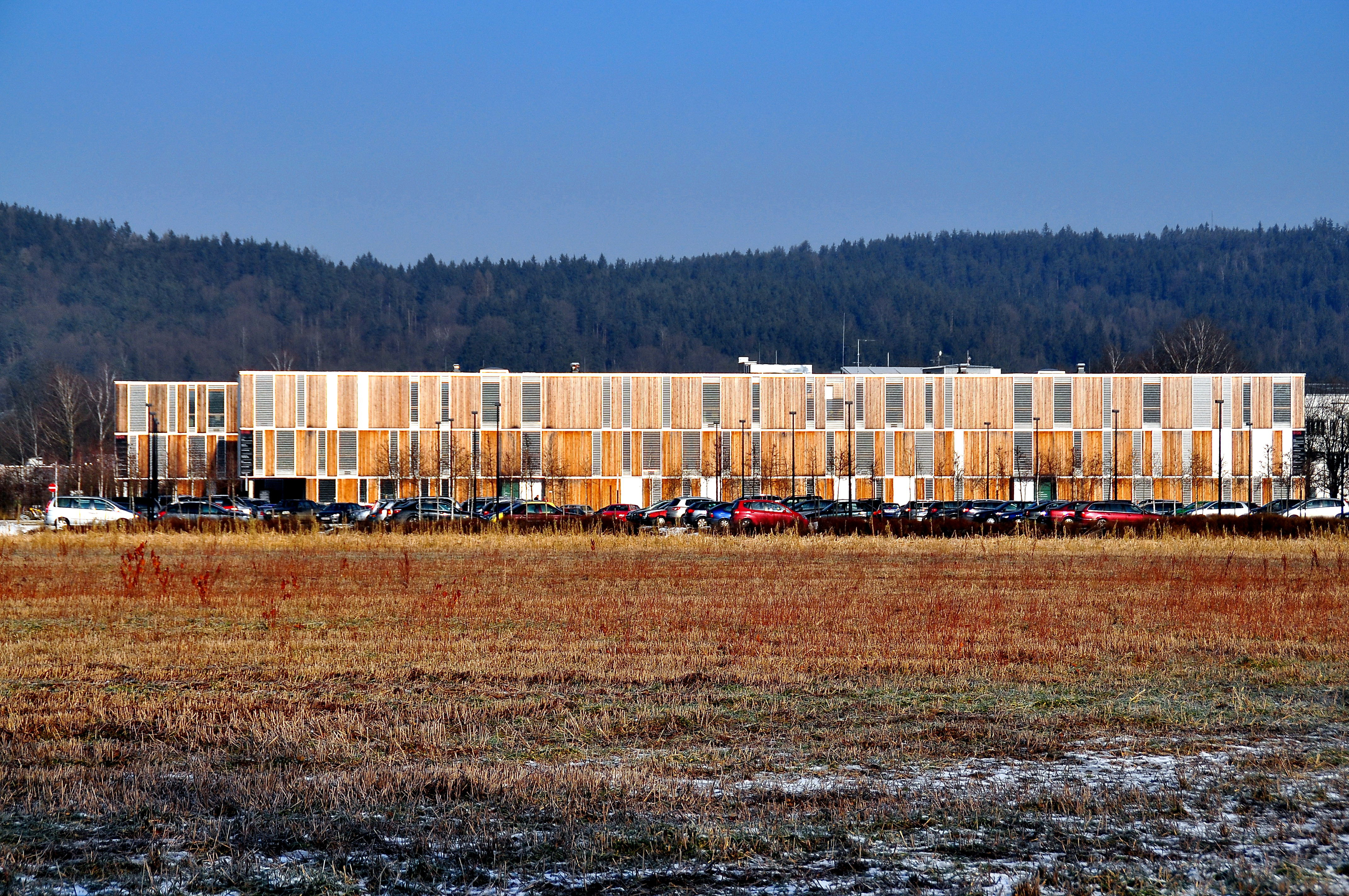
Lakeside Park
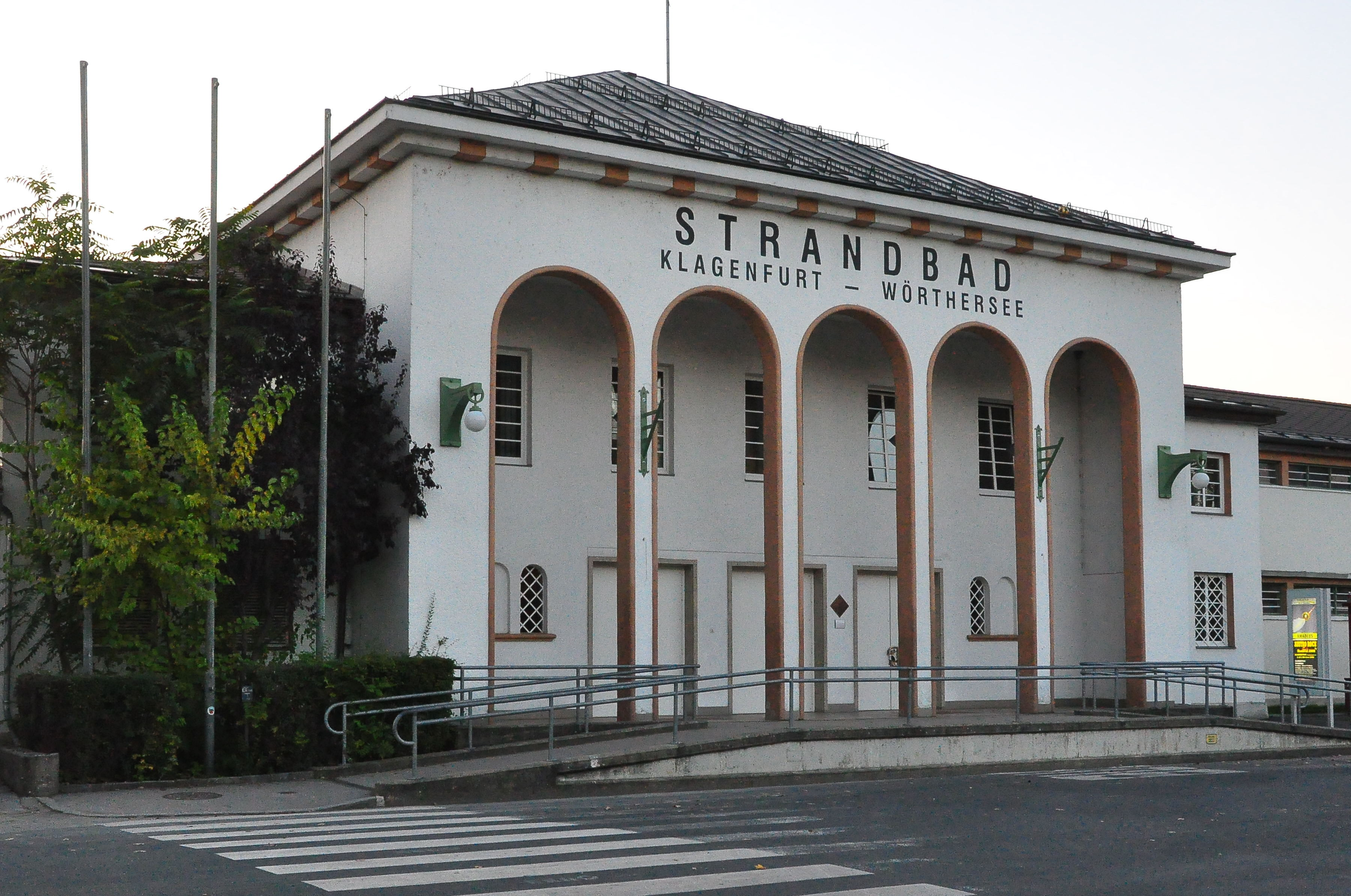
Strandbad
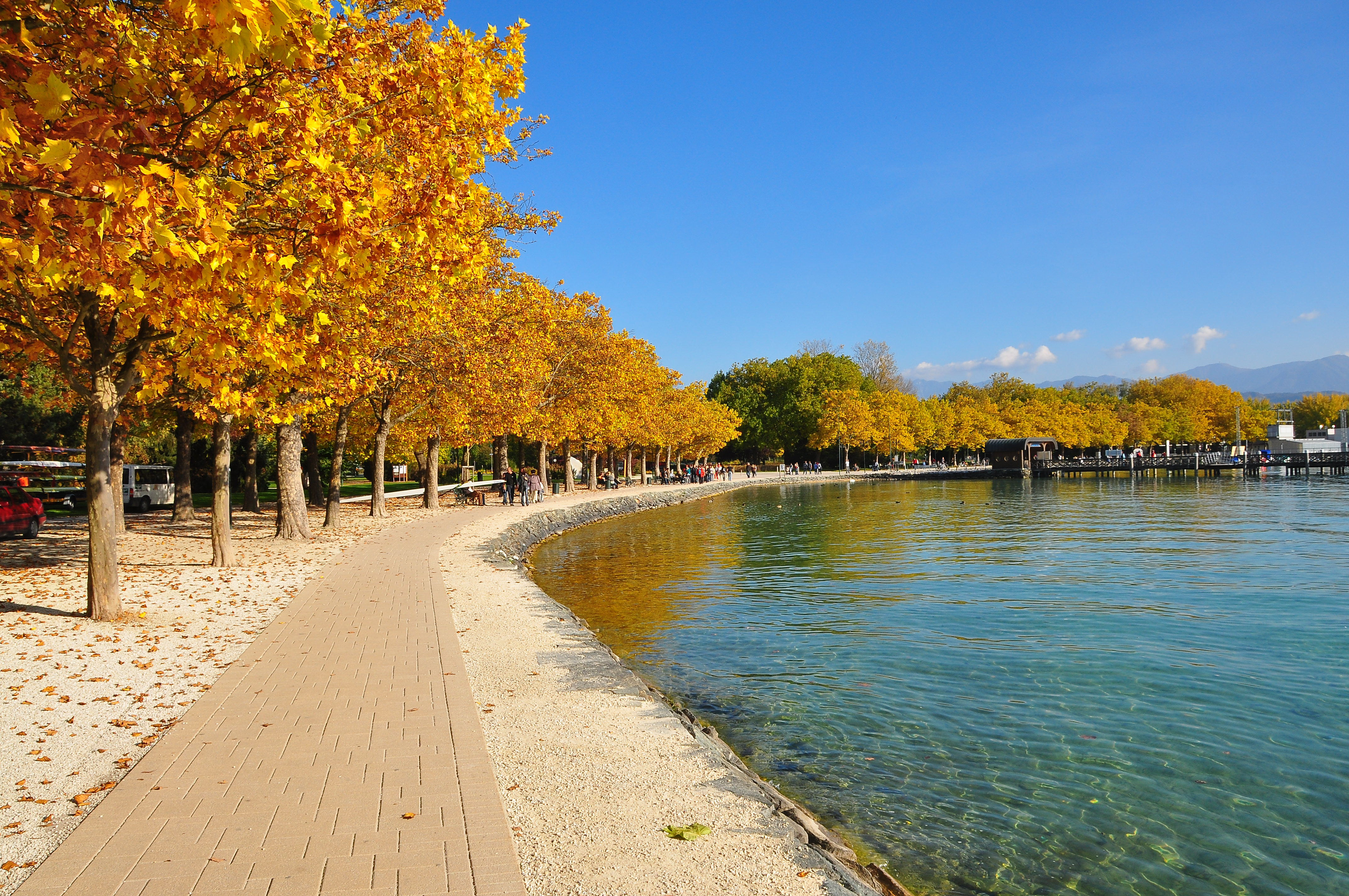
Metnitzstrand
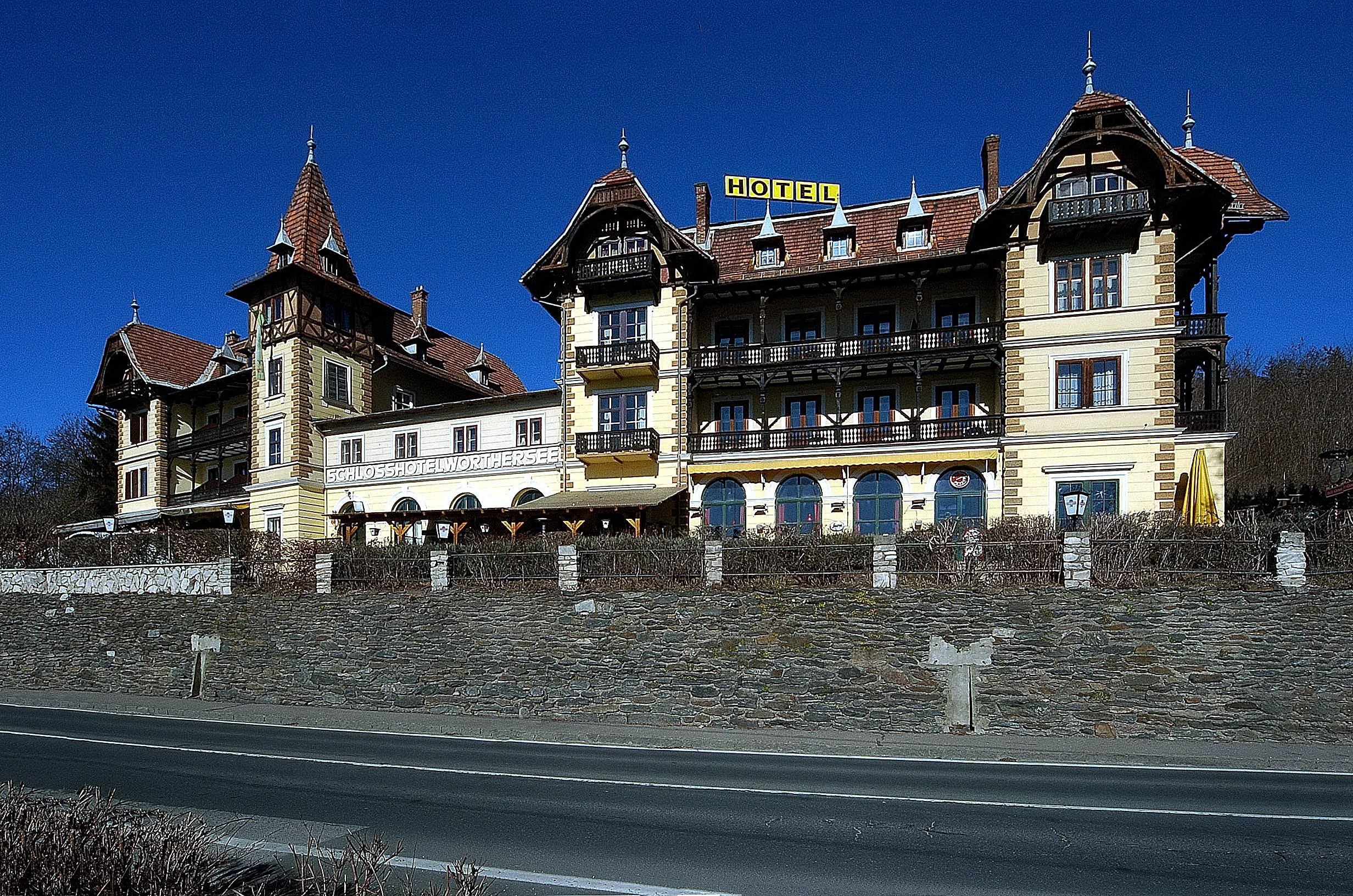
Hotel Wörthersee

## Sport- und Freizeiteinrichtungen
- Wörthersee Stadion
- Leichtathletikanlage Leopold Wagner Arena
- Strandbad Klagenfurt (Architekten: F. Koppelhuber und P. Theer)
- Strandbad Loretto
- Sporthalle Waidmannsdorf

## Wirtschaft und Infrastruktur
Im Bezirk St. Martin befindet sich die Universität Klagenfurt, die Pädagogische Hochschule, das Strandbad Klagenfurt (eines der größten Seebäder Europas) mit Zeltplatz, der Europapark (größte Parkanlage Kärntens) und das Freizeitzentrum, die Schiffsanlegestelle Klagenfurt, der Friedhof St. Martin, das Wulfenia-Kino, das Wörthersee-Stadion sowie die Jugendherberge Klagenfurt.

### Ehemalige ÖDK-Verwaltung
Mit dem zweiten Verstaatlichungsgesetz aus dem Jahr 1947 wurden die elektrizitätswirtschaftlichen Aufgaben in Kärnten der Kärntner Elektrizitäts-Aktiengesellschaft (KELAG) und der Österreichischen Draukraftwerke AG (ÖDK) übertragen. Die ÖDK baute ihre Verwaltungszentrale in der Kohldorfer Straße. Der Künstler Anton Mahringer schuf im Jahr 1964 an der Nordwand der Eingangshalle ein 30 Quadratmeter großes Mosaik, das die Landschaften Kärntens mit den darin erbauten Kraftwerken der Gesellschaft zeigt (denkmalgeschützt). Das Mosaik übersiedelte 2016 aus der ehemaligen ÖDK-Zentrale  in den Speisesaal der KELAG-Zentrale in Klagenfurts Innenstadt.

## Persönlichkeiten
- Peter Kaiser (* 1958), Landeshauptmann
- Martin Ritter von Kink (1800–1877), Techniker (k.u.k. Oberbaurat) und Industrieller
- Primus Lessiak (1878–1937), Altgermanist, Sprachforscher, Dialektgeograph und Namenforscher

## Belege
1. ↑  Statistik Austria: Bevölkerung am 1.1.2025 nach Ortschaften (Gebietsstand 1.1.2025), (ODS, 500 KB)
2. ↑  30 Quadratmeter großes Mosaik zog in die Kelag-Zentrale um. In: Kleine Zeitung. 5. März 2016. (kleinezeitung.at)

I-IV: Innere Stadt |
V: St. Veiter Vorstadt |
VI: Völkermarkter Vorstadt |
VII: Viktringer Vorstadt |
VIII: Villacher Vorstadt |
IX: Annabichl |
X: St. Peter |
XI: St. Ruprecht |
XII: St. Martin |
XIII: Viktring |
XIV: Wölfnitz |
XV: Hörtendorf